# Ibrahim Diarra
Ibrahim Diarra, "Ibbe" (i Sverige), "Ibi" (i Tyskland), född 12 november 1973, är en svensk före detta basketspelare. Han spelade sina sista säsonger med Skyliners Frankfurt. Karriären avslutades 2007.
Ibrahim Diarra blev tysk mästare med Skyliners Frankfurt 2004.